# Ruth Pappenheimer

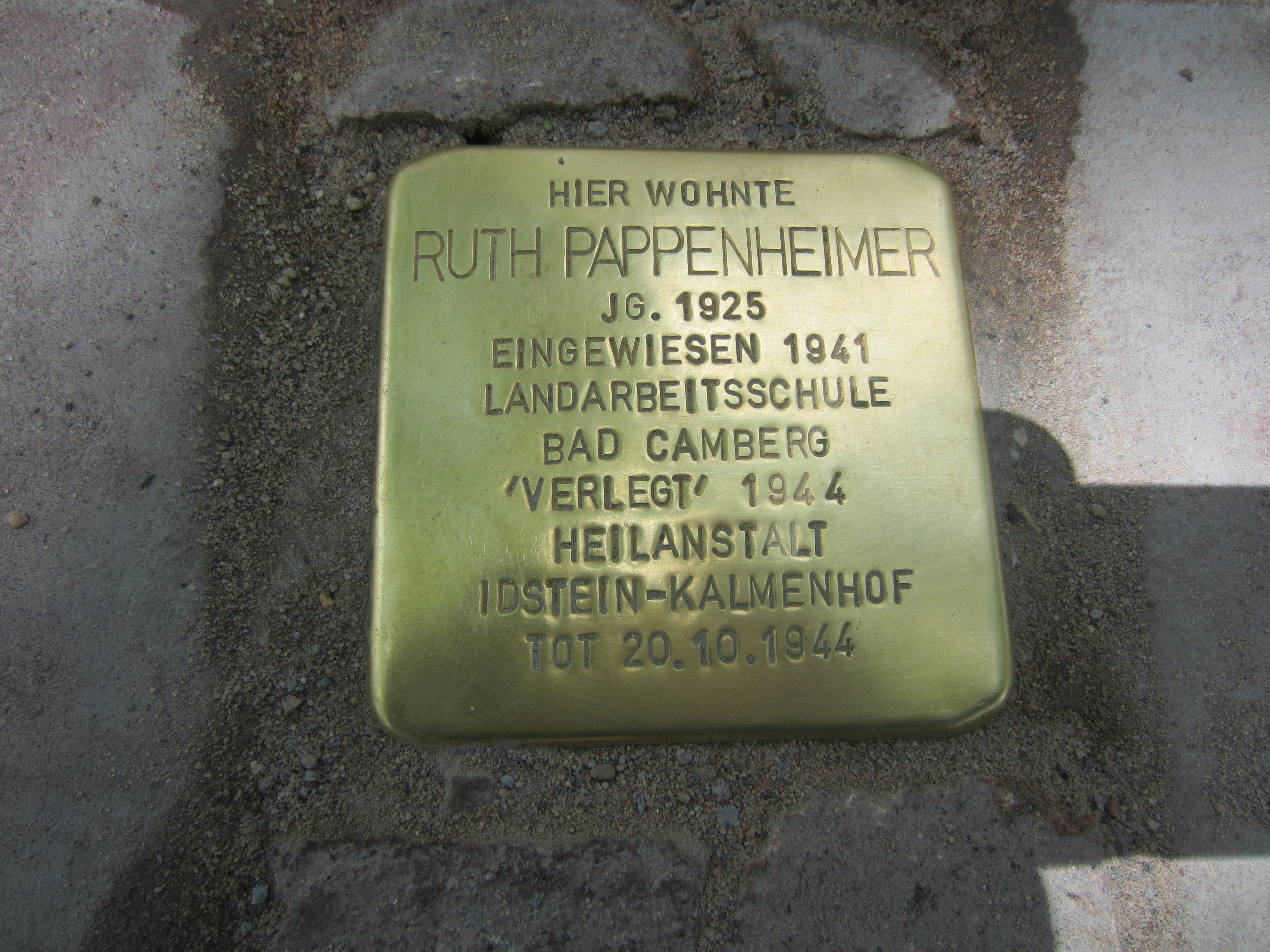
Stolperstein für Ruth Pappenheimer in Frankfurt am Main, Krifteler Straße 103a

Ruth Pappenheimer (* 8. November 1925 in Frankfurt am Main; † 20. Oktober 1944 in Idstein) war ein Opfer des NS-Regimes. Sie wurde auf dem Idsteiner Kalmenhof ermordet.
Beim Kalmenhof-Prozess, der in den Jahren 1946/1947 am Frankfurter Landgericht gegen (u. a.) den Arzt Hermann Wesse und Pflegekräfte des Kalmenhofes geführt wurde, hatte der Mord an Ruth Pappenheimer exemplarische Bedeutung für den Prozessverlauf.

## Leben
Ruth Pappenheimer war die Tochter des am 5. März 1892 in Dornheim (Hessen) geborenen Kaufmanns Julius Pappenheimer. Aus der Meldekartei geht hervor, dass dieser jüdischer Konfession war. Ihre am 20. Oktober 1897 geborene und am 6. März 1933 verstorbene Mutter Martha (geb. Noll-Hussong) war evangelisch. Ruth Pappenheimer galt dem NS-Regime folglich als Halbjüdin. Zum Zeitpunkt der Volkszählung im Deutschen Reich 1939 war Ruth Pappenheimer in der Krifteler Straße 103 in Frankfurt am Main gemeldet.
Nach dem Tod der Mutter wuchs Ruth Pappenheimer bei ihrer Großmutter im Gallusviertel in Frankfurt am Main auf. Dort soll sie, glaubt man den Angaben in der Fürsorgeakte, mehrfach durch Fehlverhalten aufgefallen sein. So habe sie in der Schule „viele Kinder verdorben“. Ein in Konsequenz verschiedener ihr zur Last gelegter Verfehlungen schlecht ausgefallenes Zeugnis soll sie gefälscht haben, um den Vorfall vor ihren Großeltern zu verbergen. Das Verhältnis zur Großmutter, die eine Anhängerin des Nationalsozialismus war, verschlechterte sich im Laufe der Adoleszenz drastisch, zumal diese gegen ihre Enkelin aufgrund ihrer Herkunft von einem jüdischen Vater voreingenommen war. Während der Ableistung ihres Pflichtjahres bei einer Frankfurter Familie, die überzeugte Nationalsozialisten und in Kenntnis ihrer familiären Verhältnisse waren, soll sie beim Diebstahl von „einigen Flaschen Wein“ und einem „Herren-Wollschal“ entdeckt worden sein, woraufhin sie fristlos entlassen wurde. Für die behaupteten Verfehlungen wurden keine Beweise vorgelegt, auch erstattete die Arbeitgeberin keine Anzeige. Dennoch wurden die Vorkommnisse und vorgeblichen Verfehlungen von Ruth Pappenheimer durch das mit der NS-Ideologie konforme Frankfurter Jugendamt zum Anlass genommen, die 16-Jährige in Fürsorgeerziehung zu verweisen. Eine wohlwollende Beurteilung ihrer Klassenlehrerin unterschlug die Behörde und legte sie dem Amtsgericht nicht vor.
Durch Beschluss des Amtsgerichts Frankfurt am Main vom 16. April 1941 wurde die minderjährige Ruth Pappenheimer zunächst vorläufig, mit Beschluss vom 29. Juli 1941 der endgültigen Fürsorgeerziehung überantwortet, da Verwahrlosung drohe. Aus den Gerichtsakten sowie der Fürsorgeakte geht hervor, dass Ruth Pappenheimer in der Zeit von April 1941 bis Oktober 1944 mit Unterbrechungen der Camberger Haus- und Landarbeitsschule zugeordnet war. Diese NS-Einrichtung war von 1937 bis 1945 in den Räumen der heutigen Freiherr-von-Schütz-Schule installiert. Dort wurden weibliche minderjährige Fürsorgezöglinge gemäß der NS-Ideologie für Tätigkeiten in Haus und Landwirtschaft ausgebildet. Zwischenzeitlich erfolgte ein Arbeitseinsatz auf einem Bauernhof in Camberg-Weyer sowie eine Tätigkeit als Hausmädchen für den Bezirksverband Nassau im NSV-Kinder- und Erholungsheim auf Schloss Dehrn. Mitte Oktober 1944 wurde das Haus für „Wehrmachtszwecke“ geräumt. Ruth Pappenheimer sowie zwei andere aus Camberg dorthin abgeordnete Mädchen wurden auf Anweisung der Fürsorgebehörde in Wiesbaden unter Fritz Bernotat zunächst auf den Idsteiner Kalmenhof „verlegt“. Der Angeklagte und spätere Mörder Ruth Pappenheimers, Hermann Wesse, sagte bei seiner gerichtlichen Vernehmung aus, Ruth Pappenheimer sei auf dem Weg von Schloss Dehrn nach Idstein ihrer Betreuerin nach Frankfurt entwichen und kurz darauf von „einem Soldaten in die Anstalt eingeliefert“ worden. Der Kalmenhof fungierte in der NS-Zeit als „T4-Zwischenanstalt“ für die Tötungsanstalt Hadamar. Auch befand sich dort eine „Kinderfachabteilung“, in der systematisch Kinder und Jugendliche ermordet wurden, die gemäß NS-Ideologie als „lebensunwert“ galten. Am 16. Oktober 1944 wurden die beiden als „arisch“ geltenden Mädchen Anni G. und Gertrud S. von der Leiterin der Camberger Haus- und Landarbeitsschule abgeholt. Ruth Pappenheimer verblieb, vorgeblich an „Lungenentzündung erkrankt“, im Idsteiner Kalmenhof. Wenige Tage später wurde sie dort durch Verabreichung mindestens zweier Spritzen Morphium Skopolamin ermordet, während die beiden anderen Mädchen aus der nach Kriegsende aufgelösten Camberger Schule nach Hause entlassen wurden.

## Ermordung durch Hermann Wesse
Aus den Gerichtsakten geht hervor, dass sich der Landesrat Fritz Bernotat „besonders dafür eingesetzt“ habe, die Tötung der Ruth Pappenheimer zu forcieren. Der zu diesem Zeitpunkt am Idsteiner Kalmenhof erst wenige Monate tätige Hermann Wesse unterstützte das Ansinnen seines Vorgesetzten Bernotat mit allen ihm zur Verfügung stehenden Mitteln und führte, nach Genehmigung durch die Zentraldienststelle T4 in Berlin, die Ermordung durch. In den Gerichtsakten stand: „Abends um 6 Uhr habe die Schwester Mu. der Pappenheimer noch eine Morphiumspritze gegeben, da sie auf Anruf noch reagiert hätte. Am 30. Oktober 1944 ist die Pappenheimer gestorben. Im Totenschein hat der Angeklagte Wesse laut Sterbeurkunde Nr. 153/44 des Standesamtes Idstein als Todesursache Bronchopneumie und Herz- und Kreislaufschwäche angegeben. Die Beerdigung erfolgte ebenfalls laut Aussagen der Zeugin Ko. und L. in der geschilderten unwürdigen Weise.“

## Der „Fall Pappenheimer“ im Kontext des Kalmenhof-Prozesses
In der Gerichtsverhandlung gegen den Arzt Hermann Wesse wird mehrfach auf den Fall von Ruth Pappenheimer Bezug genommen. Neben drei weiteren Opfern galt Pappenheimers Ermordung als Beispiel dafür, dass auch geistig und körperlich vollkommen gesunde Kinder und Jugendliche dort ermordet wurden, wenn sie sich nicht in das NS-Rassekonstrukt einfügen ließen. Im Rahmen des Kalmenhof-Prozesses wird „ziemlich exakt“ rekonstruiert, dass Ruth Pappenheimer „geistig völlig normal“ gewesen sei, aber nach „Angabe und Meinung des Angeklagten Wesse lediglich … den Asozialen bzw. den charakterlich Abartigen“ zuzurechnen gewesen sei.
Dieser Verweis war prozessentscheidend, da es im Rahmen von Verhandlungen wegen Tötungsdelikten im NS-System immer wieder zu Entschuldungsversuchen von Angeklagten kam, die sich nicht nur auf die rechtspositivistische Ausrichtung im NS-Systems bezogen, sondern, wie dies auch Wesse tat, auf Befehlsnotstand. Im Kontext der Aktion T4 waren jedoch, nimmt man den die systematische Tötung geistig und körperlich Behinderter vermeintlich legitimierenden Führererlass als Grundlage an, „Gesunde“ nicht betroffen. Insofern war die Hervorhebung des Falles Ruth Pappenheimer kein Versuch, eine Opferhierarchie zwischen vermeintlich „Gesunden“ und „Kranken“ zu etablieren und Erstere höher zu bewerten. Vielmehr diente der prozessuale Fokus auf Ruth Pappenheimer dem Ziel, dem Tötungsarzt Hermann Wesse, der gegen das Ersturteil in Berufung ging, die den Tatbestand des Mordes erfüllenden Kriterien an einem dafür besonders prädestinierten Fall sicher nachweisen zu können. In der Urteilsbegründung heißt es entsprechend: „Der Fall Pappenheimer war durch den Erlass vom 01.09.1939 nicht gedeckt, da es sich hierbei nicht um eine Kranke gehandelt hat.“

## Problematische Deutung in der Sekundärliteratur
Der prozessentscheidende Sachverhalt der körperlichen und geistigen Gesundheit des Mordopfers Ruth Pappenheimer, von der Vertretung der Anklage aus prozessualen Gründen deutlich hervorgehoben, entwickelt in der vielfältigen Erwähnung des Falles in der Literatur und im Internet ein problematisches Eigenleben, wodurch es zu einer Skandalisierung des Falles „Ruth Pappenheimer“ an sich, aber auch einer erneuten Marginalisierung des Opfers kommt. Die Diskriminierung der NS-Zeit, die Ruth Pappenheimer widerfuhr, wird so (unbewusst) auch in der Rezeption in der Literatur wiederholt. Aus Fürsorge- und Prozessakten wird deutlich, dass Ruth Pappenheimer punktuell mit dem Gesetz, aber auch den (primär für Mädchen und Frauen festgeschriebenen) rigiden Moralvorstellungen der NS-Zeit in Konflikt kam, was ursächlich für die Verbringung in die Fürsorgeverwahrung war. In der Sekundärliteratur zu Ruth Pappenheimer werden die durch NS-Ideologie gefärbten Stereotype und (fehlerhaften) Zuschreibungen häufig übernommen, so dass das NS-Opfer Ruth Pappenheimer abermals marginalisiert wird. Sicks Untersuchung 1983 liefert zwar eine ausgewogene Darlegung der Prozessumstände sowie der als Gerücht ohne Beleg gekennzeichneten Angaben zu dem angeblichen „Verhältnis“ zwischen dem Landesdirektor Bernotat und der Ermordeten. Sick verweist aber auch auf „Zeugenaussagen“, wonach Pappenheimer „außerordentlich schön“ gewesen sei. Dass diese in der Literatur immer wieder hervorgehobenen Aspekte im prozessualen Kontext der Ermordung des Opfers irrelevant waren, der Verweis auf die „körperliche und geistige Gesundheit“ der Ermordeten rein strategische Gründe im Sinne des Erfolges der Anklage hatte, wird in der Literatur nicht kausal erklärt und lenkt wesentlich von der Opferbiografie ab. In einer der jüngeren Publikationen entwickelt der Autor gar die These vom „Missbrauch“ an Ruth Pappenheimer durch ein Mitglied des Kalmenhof-Fördervereins, ohne hierfür Belege anzuführen, wodurch der in den Akten dokumentierte Tatbestand des institutionellen, rassistisch motivierten Mordes Gefahr läuft, aus dem Blickwinkel zu geraten.
Durch die implizit (und eindimensional) sexuelle, durch Akten nicht belegbare Deutung des Mordmotives eines angeblichen Verhältnisses mit Bernotat oder eines Missbrauchs werden die tatsächlichen Mordmotive, fußend in der NS-Rassenideologie und der Deutung Pappenheimers als „Asozialer“ in den Hintergrund gedrängt. Der skandalisierende Blick des Boulevards auf den „Fall Pappenheimer“ lenkt nicht nur ab von Systematik und Struktur des durch das NS-Regime brachial (und sei es durch Vernichtung) implementierten rigiden Moral- und Gesellschaftskonzeptes, sondern verhindert auch eine exemplarische Einordnung des Mordes an Ruth Pappenheimer, deren Schicksal stellvertretend für die Vielen steht, die im Idsteiner Kalmenhof Opfer der „Vernichtung lebensunwerten Lebens“ wurden.

## Ruth Pappenheimer – Beispiel für das stereotype Deutungsmuster derschönen Jüdin
Die sich durch die Geistesgeschichte des 19. Jahrhunderts wie ein roter Faden ziehende, marginalisierende Zuschreibung des Stereotyps der schönen Jüdin ist ein Aspekt des historischen Antijudaismus. Petra Feldmann hat in einem Beitrag das marginalisierende Stereotyp der schönen Jüdin beschrieben. Im Falle Ruth Pappenheimer trifft diese Analyse sowohl für die Zeit vor als auch nach 1945 zu.

## Erinnerungskultur
Am 21. Juni 2013 wurde vor dem Haus Krifteler Straße 103 im Frankfurter Gallusviertel, ihrem letzten frei gewählten Wohnort, ein Stolperstein für Ruth Pappenheimer verlegt.

## Darstellungen
- Kerstin Freudiger: Die juristische Aufarbeitung von NS-Verbrechen. 2002.
- Martina Hartmann-Menz: Ruth Pappenheimer. Online abrufbar unter Dornheim (Stadt Groß-Gerau) - Jüdische Geschichte/Synagoge. Alemannia Judaica, 2012
- Lutz Kaelber: Jewish Children with Disabilities and Nazi "Euthanasia" Crimes. In: The Bulletin of the Carolyn and Leonard Miller Center for Holocaust Studies. The University of Vermont. Volume 17. Spring 2013 (engl.)
- Peter Sandner: Verwaltung des Krankenmordes. Der Bezirksverband Nassau im Nationalsozialismus. 2003. Darin: Verweis auf die Haus- und Landarbeitsschule Bad Camberg.
- Christian Schrapper, Dieter Sengling (Hrsg.): Die Idee der Bildbarkeit. 100 Jahre sozialpädagogische Praxis in der Heilerziehungsanstalt Kalmenhof. Juventa Verlag, Weinheim/München 1988.
- Dorothea Sick: „Euthanasie“ im Nationalsozialismus am Beispiel des Kalmenhofes in Idstein/Ts. 1983.
- Peter Wensierski: Schläge im Namen des Herrn. Die verdrängte Geschichte der Heimkinder in der Bundesrepublik Deutschland. DVA, München 2006. (Kommentar: Leider ohne Quellenangaben, hinsichtlich der tatsächlichen Aktenlage recht unscharfe Darstellung des „Falles Pappenheimer“)

## Weblink
- Die Synagoge in Dornheim, Stadt Groß-Gerau, Abschnitt Hinweis auf die aus Dornheim stammende Ruth Pappenheimer (1925-1944). Alemannia Judaica